# Technopark Casablanca
Pour les articles homonymes, voir Technopark.
 (mai 2016).
Le Technopark est un incubateur d'entreprises technologiques  et du secteur de l'énergie verte, créé en 2001 à Casablanca. le Technopark se déploie sur plusieurs sites : Casablanca (2001) Rabat (2012), Tanger (2015), Agadir (2021) et bientôt à Fès, Tiznit, Essaouira, Oujda.
L'incubateur Technopark offre un accompagnement personnalisé aux entreprises incubées et heberge quelques acteurs de l'écosystème entrepreneurial marocain afin de créer une dynamique écosystémique sur les territoires.

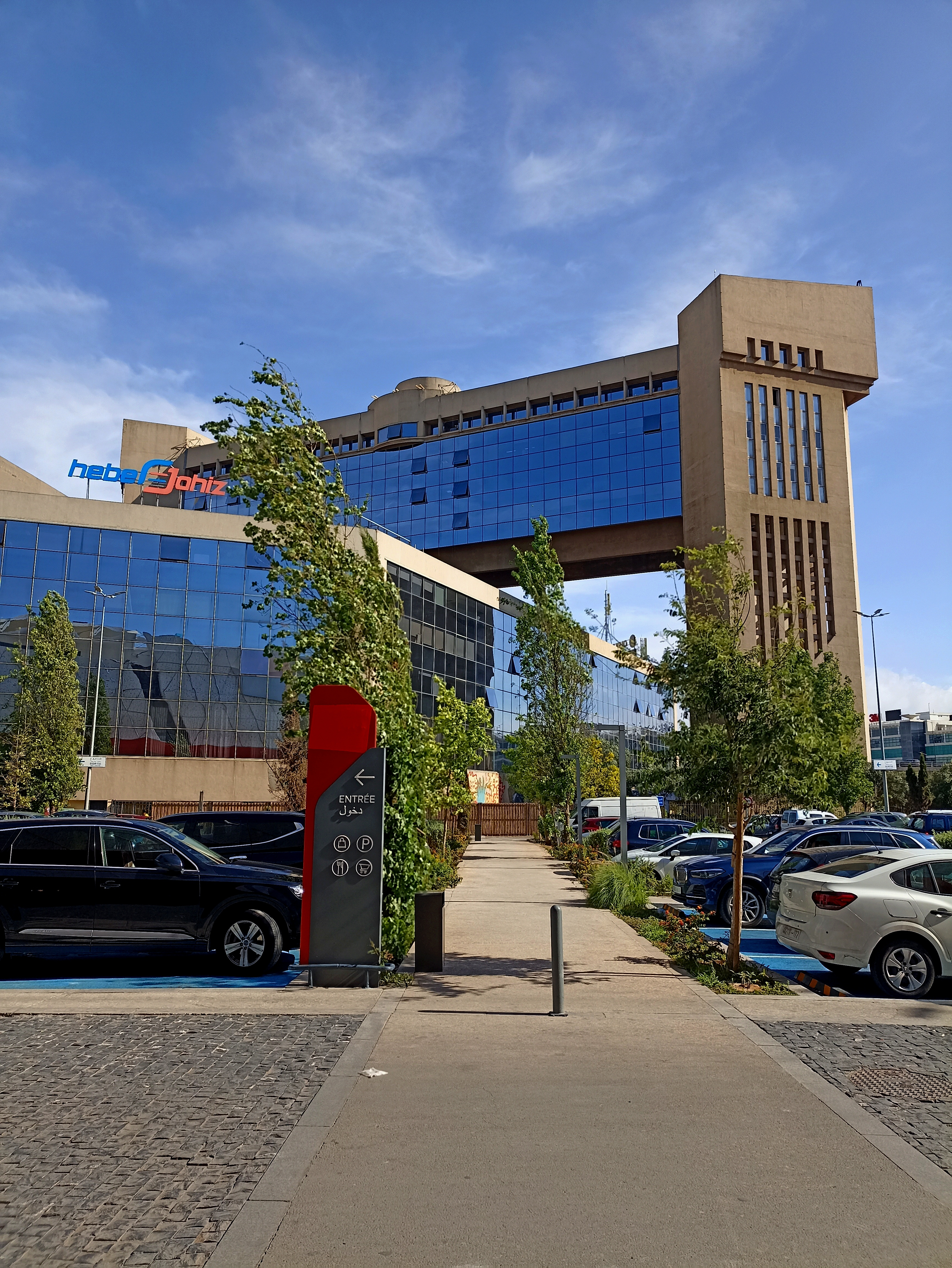
Technopark Casablanca

## Historique
Un nouveau bâtiment est conçu à Casablanca[Quand ?] pour l'administration des douanes. Celle-ci s'installant à Rabat fin des années 1990, il est dès lors inoccupé. L'idée d'y installer un parc technologique est explorée et retenue. En 2000, le bâtiment est inauguré par Mohammed VI, et il ouvre ses portes en 2001.
Accueillant dans un premier temps une cinquantaine d'entreprises, la Banque mondiale soutient un projet d'incubateur, qui permet d'accompagner la création et le développement d'entreprises.
Le bilan du Technopark incite à la création de deux nouveaux incubateurs sur le même concept, à Rabat et à Tanger. Celui de Rabat ouvre ces portes en 2012.
En 2014, on dénombre 230 entreprises.

## Actionnaires fondateurs du Technopark
Le Technopark est un partenariat public privé entre l'état marocain, à hauteur de 35 %, et le monde bancaire, à 65 %.

## Démographie
D'après les statistiques publiées par le Technopark, le site accueille environ 2 000 salariés, d'une moyenne d'âge inférieure à 30 ans.

## Architecture
Le bâtiment, surnommé « Goldorak »,,, du nom du personnage principal de l'animé homonyme, est une construction contemporaine en verre et béton.
Les vitres sont recouvertes de « Scotchcall » (ou « One Way Vision ») de 3M, imprimé de façon à constituer un décor visible depuis la rue.

## Sociétés installées
| - O'carré Agency - 1Pacte International - Abweb Consulting - Achrony Consulting - Acrodata - Adelo services - AD Lab - ADINES MAROC - ADK Media - Advanced Semi Conductors - Agence Vitae Conseil - ABYA Media - AFEM - AL Akhawayn University - Al Hambra Design - Algortech - Allo Maroc - Amexs - Anysys - AOB Consulting - Aquamedia - Arcanes Technologies - Archos Conseil - Arocom Informatique - ArtMag - Atlas Voyages - Atrait - Audience Call - Axentis Group - BOXCOM - Brams Technology - BTScom Sarl - Bull Maroc - Business Continuity Sce - Business Expert - Cabinet Hassani Engineering - Caciopee - Callbright - Casablanca Chartering - Casanet - CEMTE - Cofinances - Consilium - Coreas High-Tech - Crea Soft - E-Consulting - E-Press - EB Systemes - Eclisse.com - Ecosystec - Education Media Company | - Eumatech - Europalliance Consulting - Eurylis - FDL. Consulting - Finance Systems - Fond Sindibad - Formademos - FTZ Maroc - General Paulsra Sces - Genious Communications - Geoconseil - Graphicad.Com - Handigeni Digital Innovations - Hightech Lowcost - HN Technologie - Horizon Pub - Ibtikar Consulting Compagny - IMatjar - Indusac - Infoone - Innosoft - Inovens Consulting - Intechno - Integrated Systems Consulting - Ipsamar - IS.Force - Isis Market - IT Skills Services - ITechnology Group - Iterative Systems - Irsal Solution - JDM Multimedia - Just Ask - KM Engineering - Kosinux - Lead Tech Design - Leader Copie - Leading Future World - Lixeo Maroc - Log X- Maroc - Longitude Concept - M-Secure IT - Ma-navette.com - Maghreb Experts Consulting - Maroc Finance et Services - Maroc Telecom - Maroc Traitement de Transactions MT2 - Masnaoui Mazars Audit - Matis Tech Maroc - Media Communication Development - Media Convergence - Mediacall Consulting | - MIT Media - Mobilinfo - Multimedia Content Network - Netcom Technologies - Numeriques Calculus NC2 - Oune \| Agence de Communication - ONS Llnas - Osmose Ingenierie - Over-Tech - P2P Solutions - Pananga - Panoram Productions Francophones - Parnet - Platform Concept - PLV + - Premiére transparence - Prima Group Afrique - Promact - Pulse Informatique - Qualinea - Qualipro Conseil - R.E.S.T.E.C. - Recom Production - Rekrute Maroc - Romatech - Sagem - Simplify - SNMVB - ENVOL - Strategie Et Management - Synergy Formation - Targit MEA - Techma Maroc - Tests-E-Performance - TG2 - The Fourth-R Rabat - Thinline - Total Call - UNI Service Software Maroc - UNI Systems Group - USAID - Vigeo Group - VTC France - Web City - Web Creation - Web Store - Willnet - Wind International - World Wide Loyalty System (2WLS) - XData Systems - XPI (Expanded Payment International) - ZEN NETWORKS - Z&Y INTERNATIONAL - Digintal Agency |